# V (película de 2021)
V es una película india en Tamil de 2021 de terror dirigida por DaVinci Saravanan y protagonizado por Raaghav y Luthiya. Producida por Roopesh Kumar, se estrenó el 8 de enero de 2021.

## Reparto
- Raaghav Como Madhav
- Luthiya Como Kanika
- Sabitha Anand
- R. N. R. Manohar
- Rishi
- Ashwini
- Nima
- Sathya Das
- Fijiya
- Rineesh
- Divian
- Devasurya

## Producción
La película fue filmada en 2015, con un evento de lanzamiento de audio celebrado en Chennai durante septiembre de 2015. Actores de la industria cinematográfica tamil como Bobby Simha y Abi Saravanan asistieron al evento.

## Lanzamiento y recepción crítica
La película se estrenó en los cines de Tamil Nadu el 8 de enero de 2021. El crítico de cine nacional Malini Mannath señaló que "sorprendentemente logró entregar mucho más de lo que uno hubiera esperado", y agregó "sin apenas momentos de retraso o tomas desperdiciadas, la historia nítida contar mantiene a uno ocupado en su mayor parte". Un crítico de Maalai Malar señaló que la película era "diferente". Las críticas de los portales de películas, Chennai City News y Film News 24x7 también fueron positivas.
 